# Vlákeň oboupohlavná

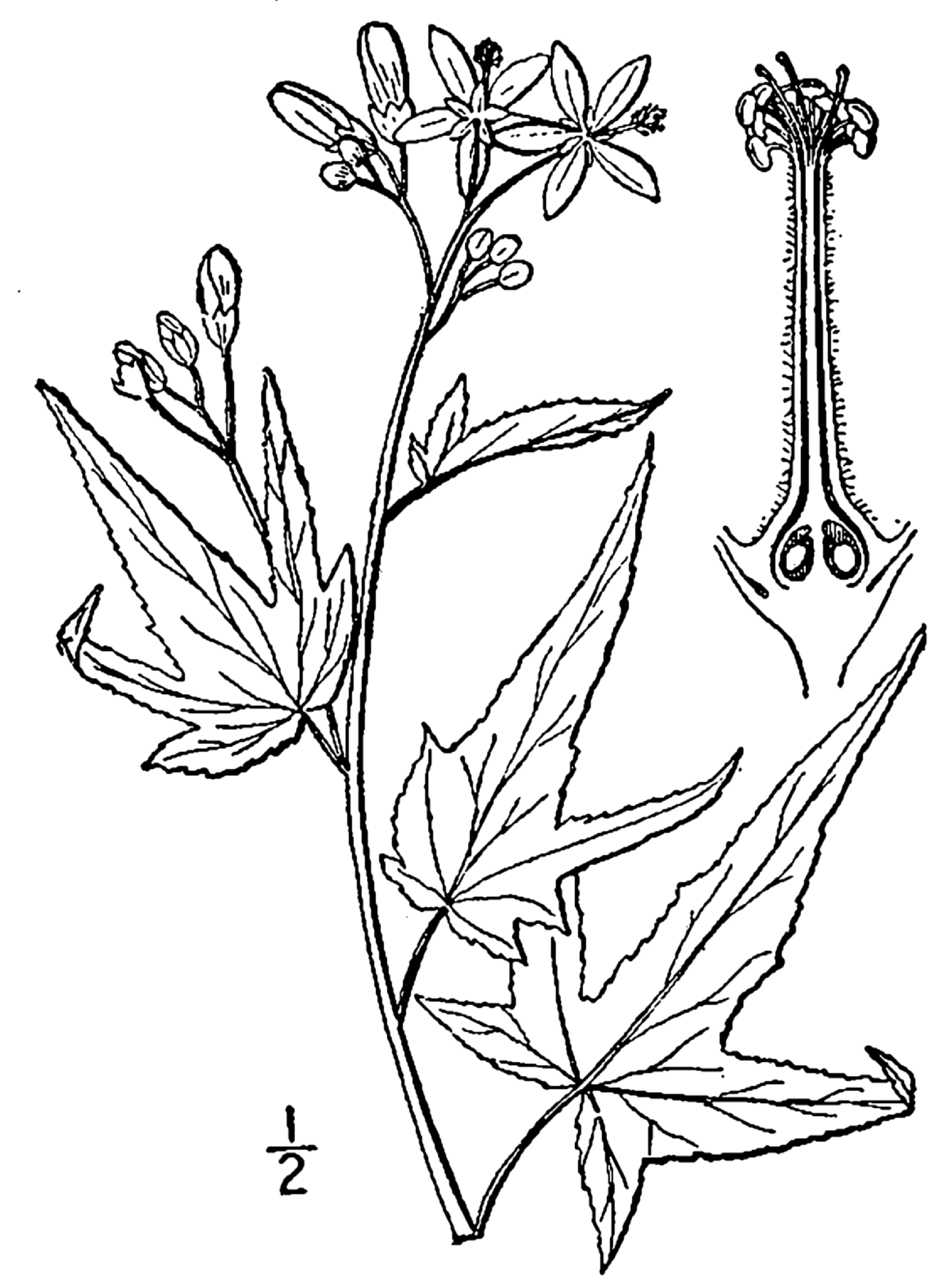
Nákres části stoku

Vlákeň oboupohlavná (Sida hermaphrodita) je statná, víceletá rostlina keřovitého vzrůstu, druh ze širokého rodu vlákeň. Tento neofyt je zplanělá kulturní rostlina, která je v české přírodě pozorována od roku 1958; není invazní a vyskytuje se dost vzácně.

## Rozšíření
Pochází ze Severní Ameriky kde roste převážně ve vlhkých oblastech okolo jezer a velkých řek, nyní je rozšířena téměř na všech kontinentech. Na území mimo Ameriku byla, stejně jako do přírody České republiky, jako užitková rostlina ve 20. století zavlečena lidmi.

## Ekologie
Nároky vlákně oboupohlavné na stanoviště jsou minimální. Roste skoro na jakékoliv půdě, i velmi chudobné na živiny, nevhodné jsou však zamokřené, extrémně kyselé a silně kamenité. Rychlost růstu i dosažená výška je však na výživnosti půdy závislá, nejlépe se ji daří po luštěninách a jetelinách, kdy nachází zvýšenou zásobu půdního dusíku. Jako předplodiny jsou také vhodné veškeré pícniny, okopaniny a obiloviny. Za předpokladu organického hnojení se může pěstovat i na málo využitelných pozemcích které jsou erodované, degradované či jinak postižených antropogenní činností.

## Popis
Vytrvalá, rozložitá, keřovitá rostlina, která mívá od druhého či třetího roku osm až dvanáct dřevnatých stonků vysokých 2,5 až 3,5 m. Koření širokým systémem kořenů, které sahající až do hloubky 3 m a rostou z nich vodorovné oddenky asi 10 cm pod povrchem. Světle zelený, kulatý a dutý stonek mívá v průměru asi 2,5 cm a v horní části se větví. Stonek je ve spirále porostlý dvaceti až šedesáti řapíkatými listy, které mají čepele dlanitě vykrajovaně do tři až pěti hlubokých laloků, po obvodě zubatých a na vrcholu špičatých. Listy, které svým tvarem připomínají listy javorové, bývají dlouhé od 7 do 19 cm a široké od 8 do 25 cm, vespod stonku jsou obvykle širší než delší a nahoře to bývá naopak.
Drobné, stopkaté květy vyrůstají v počtu 11 až 15 ve skupinkách po 5 až 10 na ose latnatého květenství, která roste z úžlabí horních listů. Oboupohlavné bílé až slabě růžové květy jsou samosprašné. Květ má pět okvětních lístků a třináct nebo více tyčinek. Rostliny začínají kvést v druhé polovině srpna a kvetou až do prvních mrazů. Plody jsou malé tobolky obsahující pět až devět šedohnědých, okrouhlých semen velkých 3 mm.

## Rozmnožování
Rozrůstá se oddenky, které se postupně rozpadají a vznikají tak další rostliny. Při zakládání nového porostu se množí z kořenových odřezků dlouhých asi 20 cm které regenerují téměř ve 100 %, méně spolehlivý je výsev semen do řádků 35 až 70 cm širokých. V prvém roce je viditelný růst rostliny velmi pomalý, vytváří se hlavně kořenový systém.

## Význam
Vlákeň oboupohlavná je blízká příbuzná bavlníku a byla původně pěstována jako přadná a krmná rostlina vhodná pro chladnější oblasti. V ČR byla pokusně pěstována v 50. a 60. létech, ale většího uplatnění v praktickém využití nedosáhla.
V současnosti se u této multifunkční rostliny opět v praxi prověřují užitné vlastnosti. Schopnost částečně nahrazovat bavlnu je téměř pominuta a je na ní hlavně pohlíženo jako na alternativní krmnou plodinu nebo energetickou plodinu.
Pravidelnou produkcí velkého množství biomasy, obnovitelného zdroje energie, se řadí mezi perspektivní plodiny. Pro výrobu krmiva (lze dobře silážovat) nebo bioplynu je možno její porost sklízet dvakrát za vegetační období s výtěžnosti okolo 100 tun zelené hmoty ve dvou sečích. Jako energetická rostlina se pro spalování sklízí až po ukončení vegetačního období, její výhřevnost se udává v rozsahu 15 až 18 MJ/kg (téměř totožná s dřevem topolu, smrku nebo borovice) a roční energetický výnos při spalování se pohybuje okolo 220 až 360 GJ/ha. Důležitou vlastností je i její vytrvalost, dokáže růst na jednom stanovišti 20 až 25 let.